# Nototriton barbouri
Nototriton barbouri là một loài kỳ giông trong họ Plethodontidae.
Nó là loài đặc hữu của Honduras.
Các môi trường sống tự nhiên của chúng là các khu rừng ẩm ướt đất thấp nhiệt đới hoặc cận nhiệt đới và các khu rừng vùng núi ẩm nhiệt đới hoặc cận nhiệt đới.
Nó bị đe dọa do mất môi trường sống.